# Schöneck (Hesja)
Schöneck – miejscowość i gmina w Niemczech, w kraju związkowym Hesja, w rejencji Darmstadt, w powiecie Main-Kinzig.

## Współpraca
Miejscowości partnerskie:
- Anould, Francja
- Gyomaendrőd, Węgry
- Schöneck/Vogtl., Saksonia
- Chęciny, Polska[3]